# Johann Christian August Heinroth
Johann Christian August Heinroth (Lipsia, 17 gennaio 1773 – Lipsia, 26 ottobre 1843) è stato un medico tedesco che per primo utilizzò il termine psicosomatico.
Nei suoi scritti accademici, Heinroth suddivise la personalità umana in tre tipi di personalità e, nel 1800, pubblicò un libro in cui descrisse l'Uberuns (coscienza), l'ego (mente, emozioni e volontà) e la Fleish (unità di base, che comprendeva la natura peccaminosa dell'uomo). Egli introdusse i termini psicosomatico (1818) e somatopsichico (1828). 
Il termine psicosomatico fu utilizzato per esprimere la convinzione che le passioni sessuali esercitassero un influsso sull'insorgenza di alcune patologie come la tubercolosi, il cancro e l'epilessia; il termine somatopsichico, invece, faceva riferimento a quelle malattie che influivano sullo stato psichico dei malati, modificandolo.